# Алан Ширер
А́лан Ши́рер (англ. Alan Shearer; народився 13 серпня 1970 року в Ньюкаслі, Англія) — англійський футболіст, в минулому нападник і капітан збірної Англії і «Ньюкасл Юнайтед». Найкращий бомбардир в історії англійської Прем'єр-ліги — 260 голів.
Офіцер ордена Британської імперії (2001), Командор ордена Британської імперії (2016).

## Клубна кар'єра
Народився 13 серпня 1970 року в місті Ньюкасл-апон-Тайн. Вихованець футбольної школи клубу «Саутгемптон». Дорослу футбольну кар'єру розпочав 1988 року в основній команді того ж клубу, в якій провів п'ять сезонів, взявши участь у 118 матчах чемпіонату. З 1989 року молодий нападник вже був основним гравцем команди.
Своєю грою за цю команду привернув увагу представників тренерського штабу клубу «Блекберн Роверз», до складу якого приєднався 1992 року. Відіграв за команду з Блекберна наступні чотири сезони своєї ігрової кар'єри. Граючи у складі «Блекберн Роверз» також здебільшого виходив на поле в основному складі команди. У складі «Блекберн Роверз» був одним з головних бомбардирів команди, маючи середню результативність на рівні 0,81 голу за гру першості. В сезоні 1994/95 допоміг «Блекберну» уперше з 1914 року завоювати титул чемпіона Англії. Причому внесок Ширера у цей тріумф був визначальним — він записав на свій рахунок майже половину (34 з 80) голів команди у чемпіонському сезоні, ставши також й найкращим бомбардиром змагання. Наступного сезону «Блекберн» фінішував лише на сьомому місце у Прем'єр-лізі, проте Ширер знову став її найкращим бомбардиром, цього разу з 31 м'ячем, остаточно забезпечивши за собою статус найбільш бажаного гравця англійського футболу, якого активно, але неуспішно, намагався отримати зокрема «Манчестер Юнайтед».
Проте врешті-решт нападник повернувся до рідного міста, 30 липня 1996 року перейшовши до «Ньюкасл Юнайтед», який сплатив за нього рекордні на той час 15 мільйонів фунтів. В новому клубі відразу ж почав виправдовувати високі сподівання — у першому ж сезоні в Ньюкаслі знову став переможцем у суперечці бомбардирів Прем'єр-ліги (25 голів в 31 матчі). Загалом на наступне десятиріччя став головною зіркою команди, завершив професійну кар'єру футболіста виступами за команду «Ньюкасл Юнайтед» у 2006 році в статусі живої легенди клубу.

## Виступи за збірні
Протягом 1990—1992 років залучався до складу молодіжної збірної Англії. На молодіжному рівні зіграв в 11 офіційних матчах, забив 13 голів.
1992 року дебютував в офіційних матчах у складі національної збірної Англії. Протягом кар'єри у національній команді, яка тривала 9 років, провів у формі головної команди країни 63 матчі, забивши 30 голів.
У складі збірної був учасником чемпіонату Європи 1992 року у Швеції, чемпіонату Європи 1996 року в Англії, на якому команда здобула бронзові нагороди, а Ширер став найкращим бомбардиром турніру, забивши п'ять голів, чемпіонату світу 1998 року у Франції, а також чемпіонату Європи 2000 року у Бельгії та Нідерландах.

## Кар'єра тренера
Розпочав тренерську кар'єру невдовзі по завершенні кар'єри гравця, навесні 2009 року, очоливши тренерський штаб клубу «Ньюкасл Юнайтед». Під керівництвом Ширера команда провела 8 матчів у чемпіонаті, здобувши лише п'ять очок з 24 можливих і втративши за результатами сезону місце у Прем'єр-лізі, після чого тренера було звільнено.
| Дата       | Місто              | Господарі  | Результат               | Гості             | Турнір                | Голи | Примітки |
| ---------- | ------------------ | ---------- | ----------------------- | ----------------- | --------------------- | ---- | -------- |
| 19-2-1992  | Лондон             | Англія     | 2 – 0                   | Франція           | товариський матч      | 1    |          |
| 29-4-1992  | Москва             | СНД        | 2 – 2                   | Англія            | товариський матч      | -    | 63'      |
| 14-6-1992  | Мальме             | Франція    | 0 – 0                   | Англія            | ЧЄ 1992 - 1-й етап    | -    |          |
| 9-9-1992   | Сантандер          | Іспанія    | 1 – 0                   | Англія            | товариський матч      | -    |          |
| 14-10-1992 | Лондон             | Англія     | 1 – 1                   | Норвегія          | Відбір до ЧС 1994     | -    |          |
| 18-11-1992 | Лондон             | Англія     | 4 – 0                   | Туреччина         | Відбір до ЧС 1994     | 1    |          |
| 13-10-1993 | Роттердам          | Нідерланди | 2 – 0                   | Англія            | Відбір до ЧС 1994     | -    |          |
| 9-3-1994   | Лондон             | Англія     | 1 – 0                   | Данія             | товариський матч      | -    |          |
| 17-5-1994  | Лондон             | Англія     | 5 – 0                   | Греція            | товариський матч      | 1    |          |
| 22-5-1994  | Лондон             | Англія     | 0 – 0                   | Норвегія          | товариський матч      | -    |          |
| 7-9-1994   | Лондон             | Англія     | 2 – 0                   | США               | товариський матч      | 2    | 80'      |
| 12-10-1994 | Лондон             | Англія     | 1 – 1                   | Румунія           | товариський матч      | -    |          |
| 16-11-1994 | Лондон             | Англія     | 1 – 0                   | Нігерія           | товариський матч      | -    | 78'      |
| 15-2-1995  | Дублін             | Ірландія   | 1 – 0                   | Англія            | товариський матч      | -    |          |
| 3-6-1995   | Лондон             | Англія     | 2 – 1                   | Японія            | Umbro Cup 1995        | -    |          |
| 8-6-1995   | Лідс               | Англія     | 3 – 3                   | Швеція            | Umbro Cup 1995        | -    |          |
| 11-6-1995  | Лондон             | Англія     | 1 – 3                   | Бразилія          | Umbro Cup 1995        | -    |          |
| 6-9-1995   | Лондон             | Англія     | 0 – 0                   | Колумбія          | товариський матч      | -    | 74'      |
| 11-10-1995 | Осло               | Норвегія   | 0 – 0                   | Англія            | товариський матч      | -    |          |
| 15-11-1995 | Лондон             | Англія     | 3 – 1                   | Швейцарія         | товариський матч      | -    |          |
| 12-12-1995 | Лондон             | Англія     | 1 – 1                   | Португалія        | товариський матч      | -    |          |
| 18-5-1996  | Лондон             | Англія     | 3 – 0                   | Угорщина          | товариський матч      | -    | 76'      |
| 23-5-1996  | Пекін              | КНР        | 0 – 3                   | Англія            | товариський матч      | -    | 73'      |
| 8-6-1996   | Лондон             | Англія     | 1 – 1                   | Швейцарія         | ЧЄ 1996 - 1-й етап    | 1    |          |
| 15-6-1996  | Лондон             | Шотландія  | 0 – 2                   | Англія            | ЧЄ 1996 - 1-й етап    | 1    | 75'      |
| 18-6-1996  | Лондон             | Нідерланди | 1 – 4                   | Англія            | ЧЄ 1996 - 1-й етап    | 2    | 76'      |
| 22-6-1996  | Лондон             | Іспанія    | 0 – 0 д.ч. (2 – 4 п.п.) | Англія            | ЧЄ 1996 - чвертьфінал | -    |          |
| 26-6-1996  | Лондон             | Німеччина  | 1 – 1 д.ч. (6 – 5 п.п.) | Англія            | ЧЄ 1996 - півфінал    | 1    |          |
| 6-9-1996   | Кишинів            | Молдова    | 0 – 3                   | Англія            | Відбір до ЧС 1998     | 1    |          |
| 9-10-1996  | Лондон             | Англія     | 2 – 1                   | Польща            | Відбір до ЧС 1998     | 2    |          |
| 12-2-1997  | Лондон             | Англія     | 0 – 1                   | Італія            | Відбір до ЧС 1998     | -    |          |
| 30-4-1997  | Лондон             | Англія     | 2 – 0                   | Грузія            | Відбір до ЧС 1998     | 1    |          |
| 31-5-1997  | Хожув              | Польща     | 0 – 2                   | Англія            | Відбір до ЧС 1998     | 1    |          |
| 7-6-1997   | Монпельє           | Франція    | 0 – 1                   | Англія            | Турнір Франції 1997   | 1    |          |
| 10-6-1997  | Париж              | Англія     | 0 – 1                   | Бразилія          | Турнір Франції 1997   | -    | 42'      |
| 11-2-1998  | Лондон             | Англія     | 0 – 2                   | Чилі              | товариський матч      | -    | 62'      |
| 25-3-1998  | Берн               | Швейцарія  | 1 – 1                   | Англія            | товариський матч      | -    |          |
| 22-4-1998  | Лондон             | Англія     | 3 – 0                   | Португалія        | товариський матч      | 2    |          |
| 23-4-1998  | Лондон             | Англія     | 0 – 0                   | Саудівська Аравія | товариський матч      | -    | 74'      |
| 15-6-1998  | Марсель            | Англія     | 2 – 0                   | Туніс             | ЧС 1998 - 1-й етап    | 1    |          |
| 22-6-1998  | Тулуза             | Румунія    | 2 – 1                   | Англія            | ЧС 1998 - 1-й етап    | -    |          |
| 26-6-1998  | Ланс               | Колумбія   | 0 – 2                   | Англія            | ЧС 1998 - 1-й етап    | -    | 89'      |
| 22-6-1998  | Сент-Етьєн         | Аргентина  | 2 – 2 д.ч. (4 – 3 п.п.) | Англія            | ЧС 1998 - 1/8 фіналу  | 1    |          |
| 5-9-1998   | Стокгольм          | Швеція     | 2 – 1                   | Англія            | Відбір до ЧЄ 2000     | 1    |          |
| 10-10-1998 | Лондон             | Англія     | 0 – 0                   | Болгарія          | Відбір до ЧЄ 2000     | -    |          |
| 14-10-1998 | Люксембург (місто) | Люксембург | 0 – 3                   | Англія            | Відбір до ЧЄ 2000     | 1    |          |
| 10-2-1999  | Лондон             | Англія     | 0 – 2                   | Франція           | товариський матч      | -    |          |
| 27-3-1999  | Лондон             | Англія     | 3 – 1                   | Польща            | Відбір до ЧЄ 2000     | -    |          |
| 28-4-1999  | Будапешт           | Угорщина   | 1 – 1                   | Англія            | Відбір до ЧЄ 2000     | 1    |          |
| 5-6-1999   | Лондон             | Англія     | 0 – 0                   | Швеція            | Відбір до ЧЄ 2000     | -    | 78'      |
| 9-6-1999   | Софія (місто)      | Болгарія   | 1 – 1                   | Англія            | Відбір до ЧЄ 2000     | 1    |          |
| 4-9-1999   | Лондон             | Англія     | 6 – 0                   | Люксембург        | Відбір до ЧЄ 2000     | 3    |          |
| 8-9-1999   | Варшава            | Польща     | 0 – 0                   | Англія            | Відбір до ЧЄ 2000     | -    |          |
| 10-10-1999 | Сандерленд         | Англія     | 2 – 1                   | Бельгія           | товариський матч      | -    | 86'      |
| 13-11-1999 | Глазго             | Шотландія  | 0 – 2                   | Англія            | Відбір до ЧЄ 2000     | -    |          |
| 17-11-1999 | Лондон             | Англія     | 0 – 1                   | Шотландія         | Відбір до ЧЄ 2000     | -    |          |
| 23-2-2000  | Лондон             | Англія     | 0 – 0                   | Аргентина         | товариський матч      | -    | 78'      |
| 27-52-2000 | Лондон             | Англія     | 1 – 1                   | Бразилія          | товариський матч      | -    | 84'      |
| 31-5-2000  | Лондон             | Англія     | 2 – 0                   | Україна           | товариський матч      | -    |          |
| 3-6-2000   | Аттард             | Мальта     | 1 – 2                   | Англія            | товариський матч      | -    | 51'      |
| 12-6-2000  | Ейндговен          | Португалія | 3 – 2                   | Англія            | ЧЄ 2000 - 1-й етап    | -    |          |
| 17-6-2000  | Шарлеруа           | Англія     | 1 – 0                   | Німеччина         | ЧЄ 2000 - 1-й етап    | 1    |          |
| 20-6-2000  | Шарлеруа           | Англія     | 2 – 3                   | Румунія           | ЧЄ 2000 - 1-й етап    | 1    | 64'      |
| Усього     |                    | Матчів     | 63                      |                   | Голів                 | 30   |          |

## Титули і досягнення

### Командні
- Чемпіон Англії (1):

«Блекберн Роверз»: 1994–1995

### Особисті
- Футболіст року за версією АФЖ (1): 1994
- Футболіст року за версією футболістів ПФА (2): 1995, 1997
- Найкращий бомбардир Прем'єр-ліги Англії (3): 1994-95 (34), 1995-96 (31), 1996-97 (25)
- Найкращий бомбардир Кубка УЄФА (1): 2004-05 (11)
- Найкращий бомбардир чемпіонату Європи (1): 1996 (5)
- Гравець місяця англійської Прем'єр-ліги (4): листопад 1994-95, вересень 1998-99, грудень 2002-03, жовтень 2003-04

## Нагороди
- —Офіцер ордена Британської імперії (18 червня 2001).
- — Командор ордена Британської імперії (11 червня 2016)